# 溝口喜六
溝口 喜六（みぞぐち きろく、1876年 - 1953年）は、日本の医師。福岡県医師会第四代会長を務め、九州医学専門学校（現・久留米大学医学部）の設立に尽力すると共に初代理事長を務めた。久留米大学本館前には久留米大学の発展に尽力した1人として胸像が設置されている。

## 人物
1876年11月に佐賀県にて溝口祐三、サカの次男として産まれる。
第三高等学校医学部を卒業し、東京帝国大学医科大学（現・東京大学大学院医学系研究科・医学部）で研修の後、県立福岡病院（現・九州大学病院）の医員となる。福岡医科大学が創設されると、そちらの勤務となり、初代学長である大森治豊を補佐した。1905年には第六回日本外科学会において「福岡医科大学大森外科ニ於ケル胃ノ疾患ニ対スル 従一八九九年 至一九〇四年 六年間ノ手術ニ就テ」を発表する。
1909年、福岡市内に溝口外科医院を開院する。
1919年に福岡県医師会第四代会長に就任し、1938年まで務める。
1942年には、南方派遣診療団の団長としてスマトラ島へ赴き、現地での診療と熱帯医学の研究に従事している。
妻・溝口敏子は日本キリスト教婦人矯風会の会員で、福岡支部にて廃娼運動を行っている。